# Томас Горсфілд
Томас Горсфілд (англ. Thomas Horsfield) (12 травня 1773 — 24 липня 1859) — американський натураліст.

## Біографія
Він вивчав медицину в Філадельфії і протягом багатьох років на Яві. Хорсфілд починає збирати рослини і тварин на прохання свого друга сера Томаса Стемфорда Рафлза. У 1819 поганий стан здоров'я змусив його покинути острів і він стає хранителем і куратором Музею Індійський Дім у Лондоні. Хорсфілд став помічником секретаря Лондонського зоологічного товариства з моменту його утворення в 1826.

## Види, названі на честь вченого
- Iomys horsfieldii
- Myotis horsfieldii
- Cynopterus horsfieldi
- Crocidura horsfieldii
- Testudo horsfieldii
- Myiophonus horsfieldii
- Pomatorhinus horsfieldii
- Zoothera horsfieldi

## Описані види

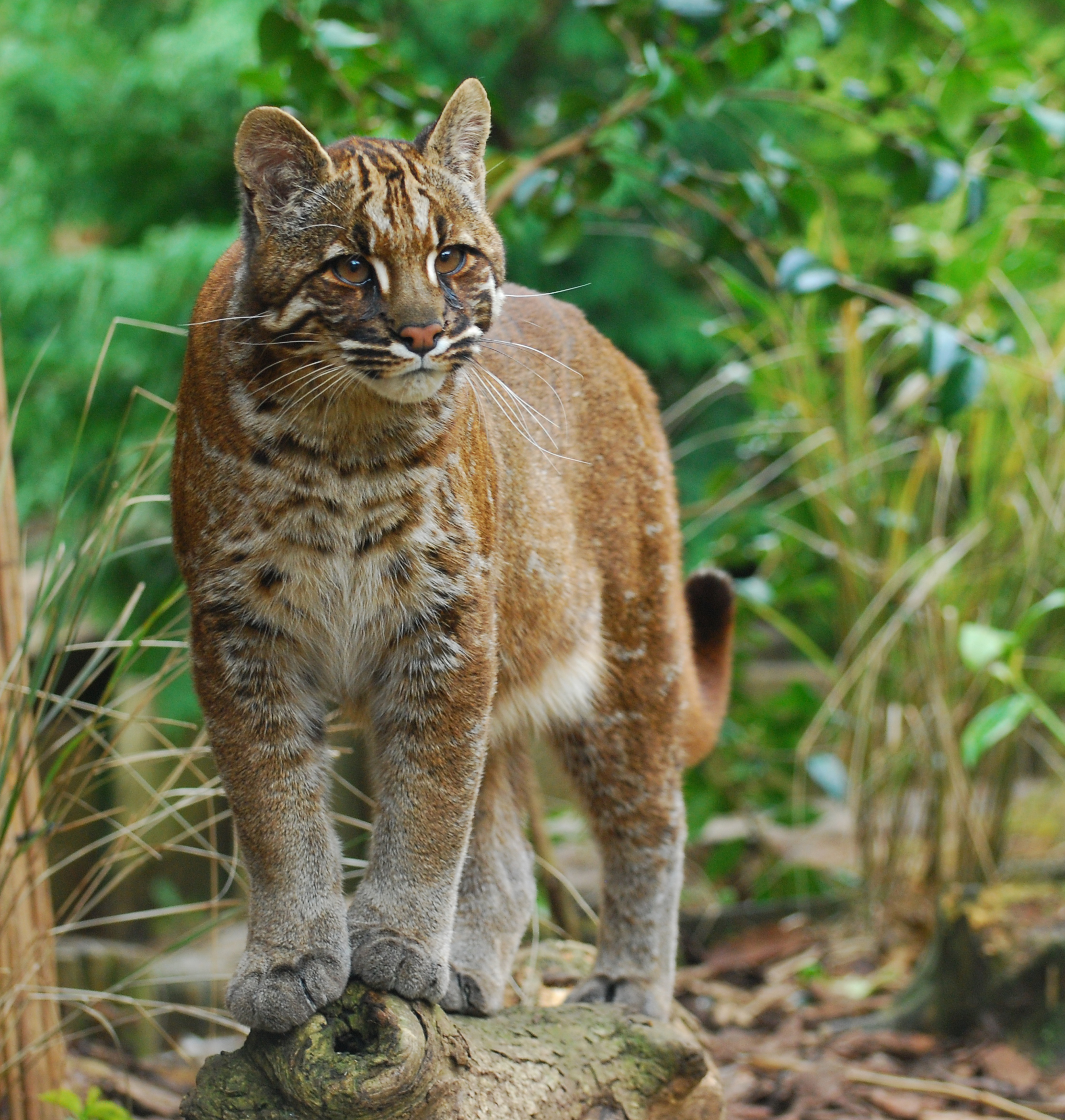
Pardofelis temminckii
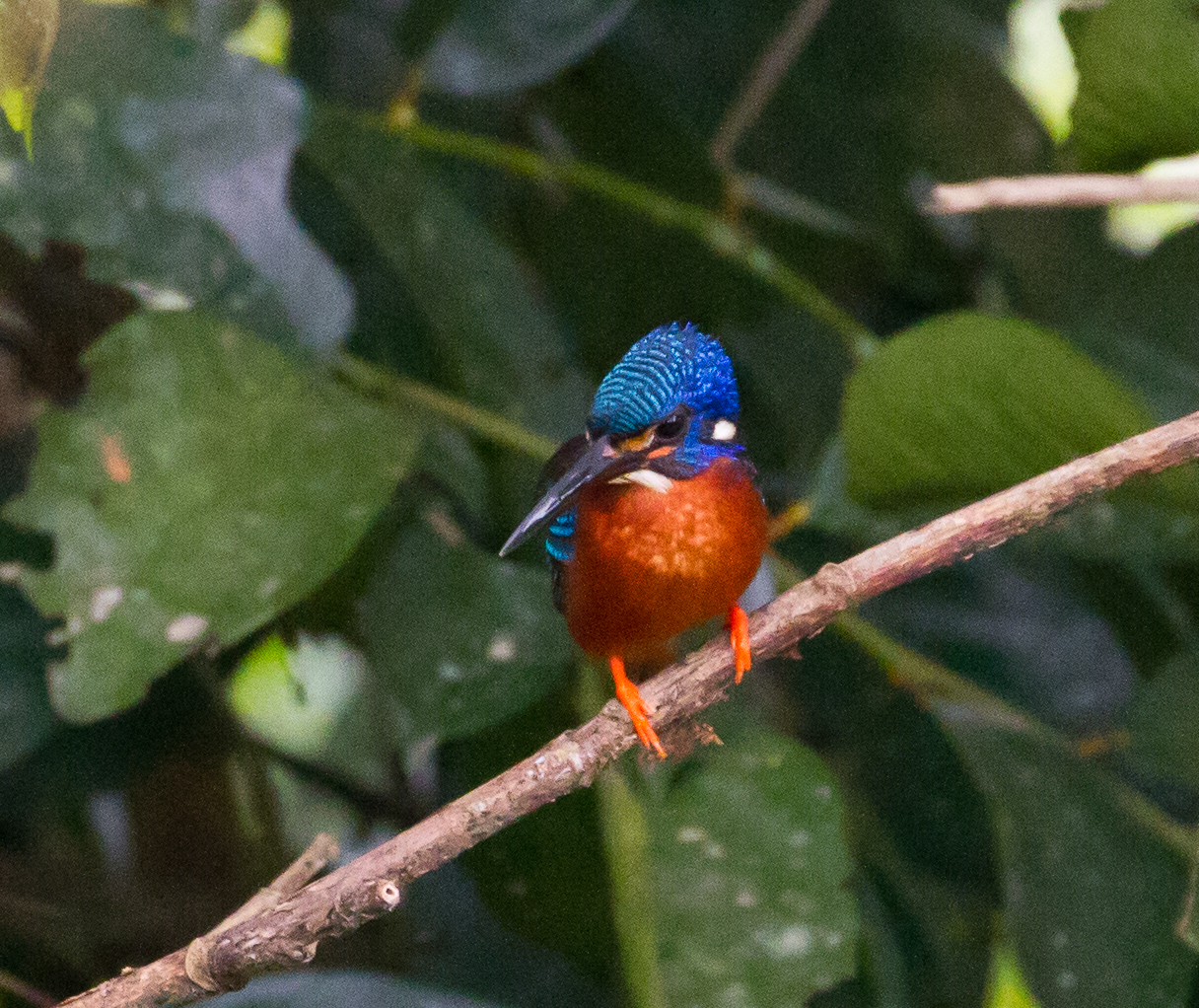
Alcedo meninting
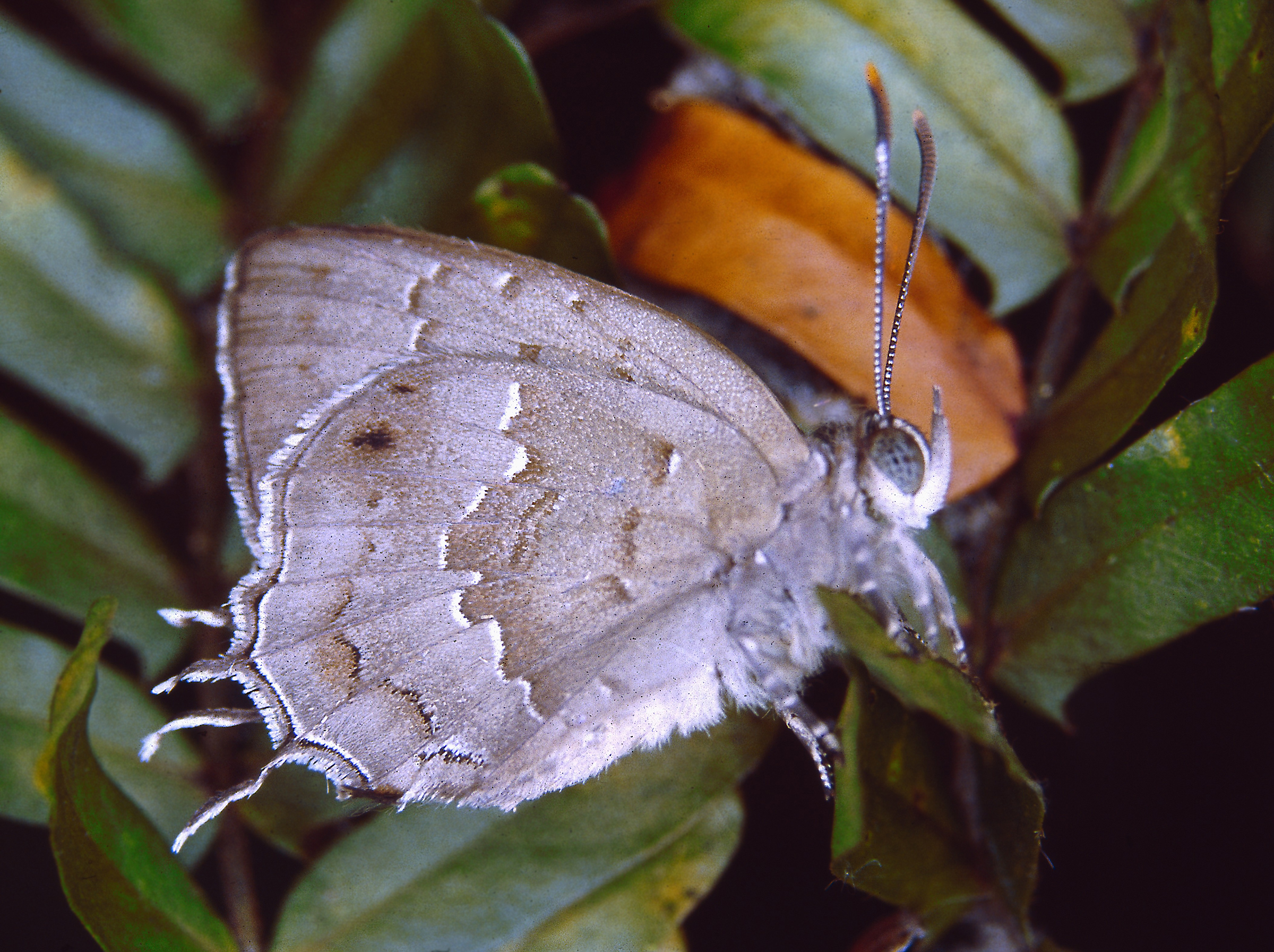
Surendra vivarna
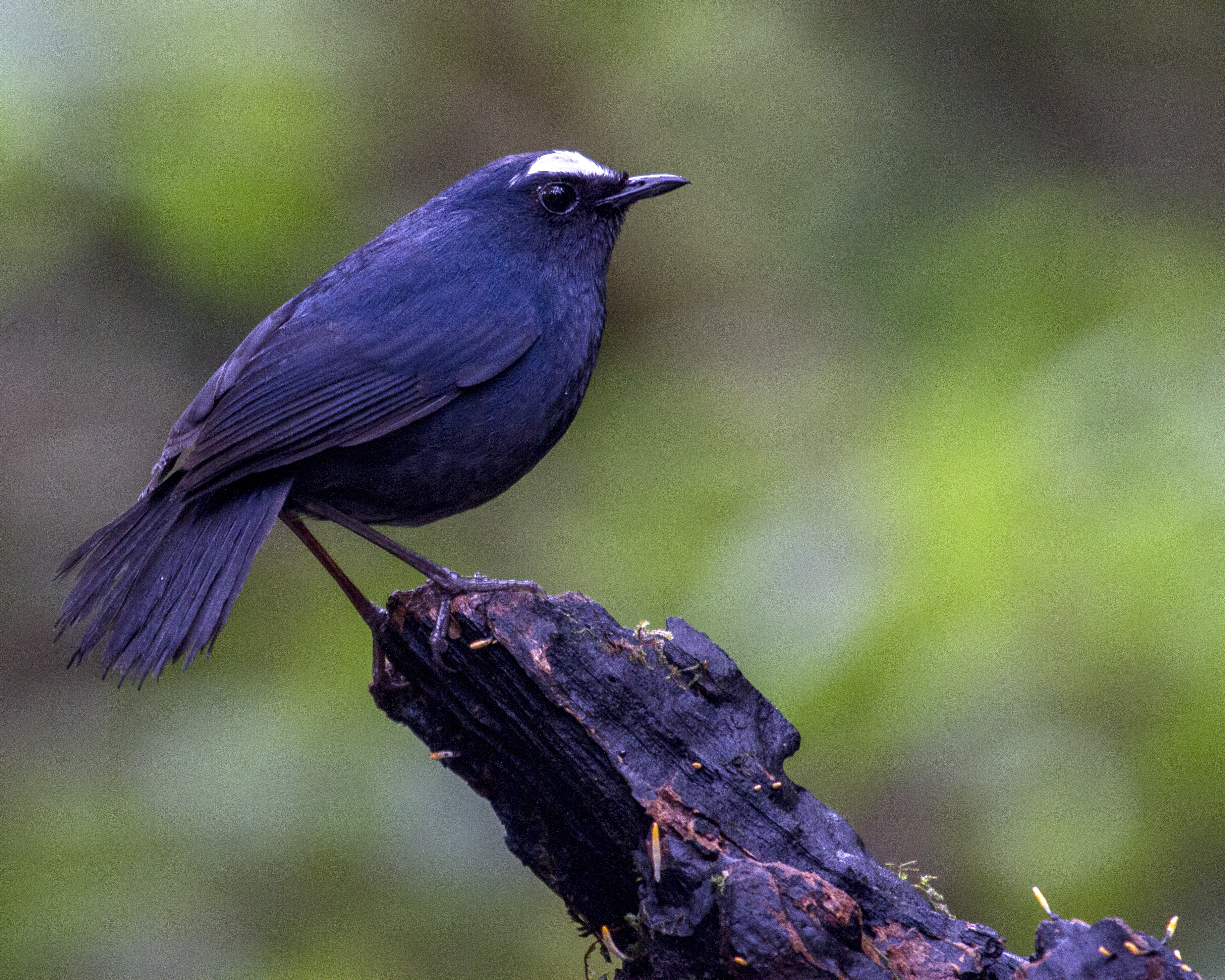
Brachypteryx montana
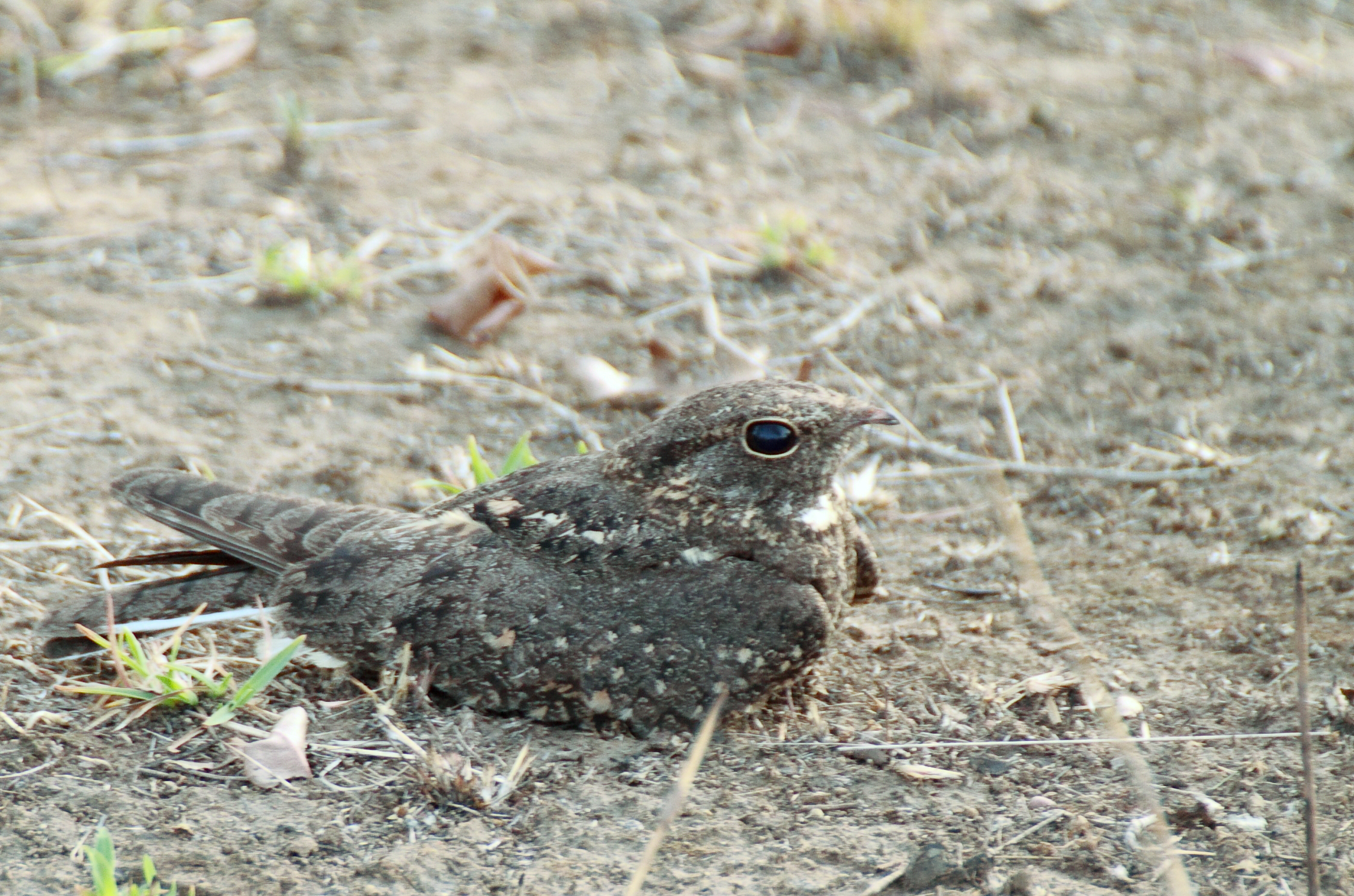
Caprimulgus affinis
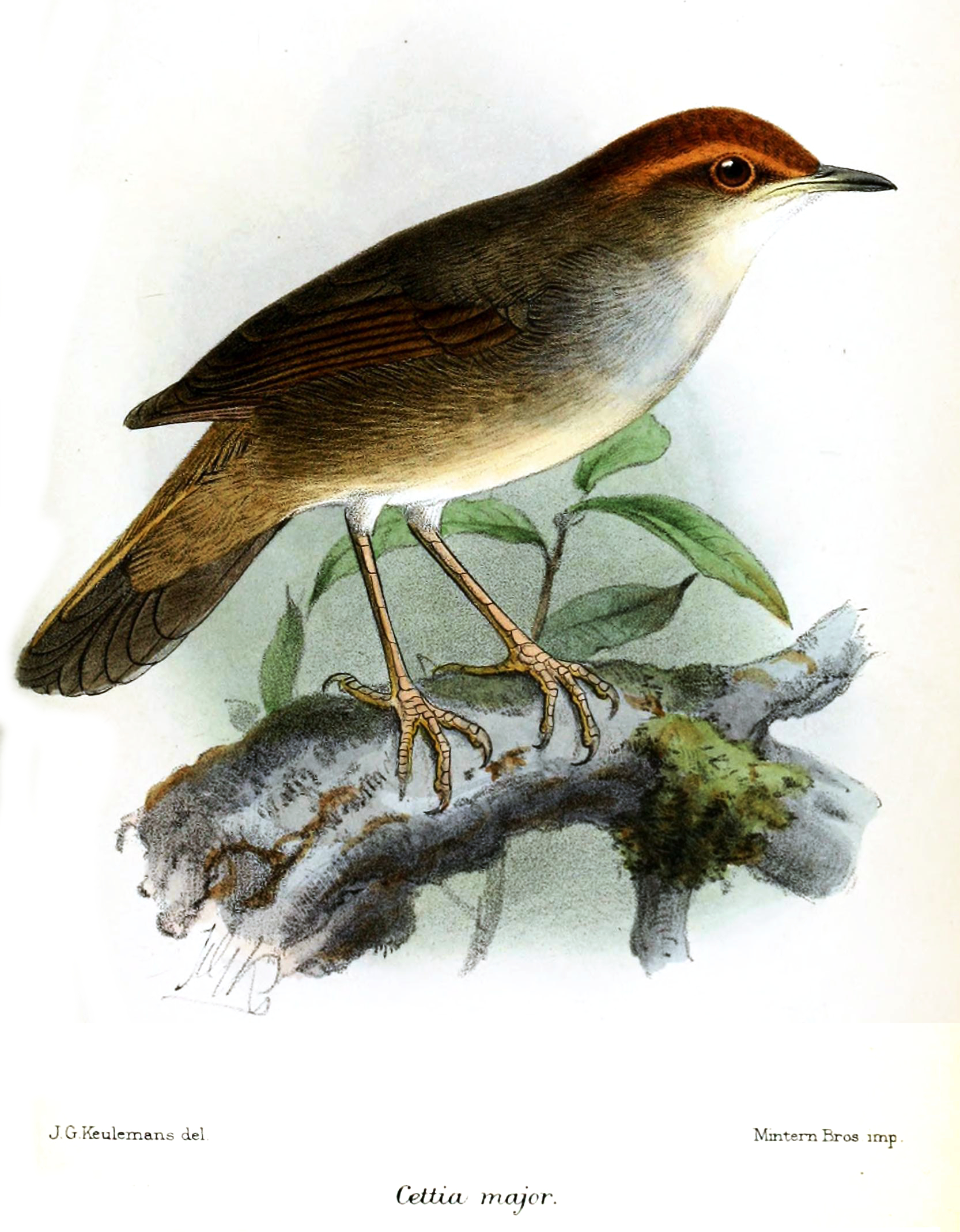
Cettia major
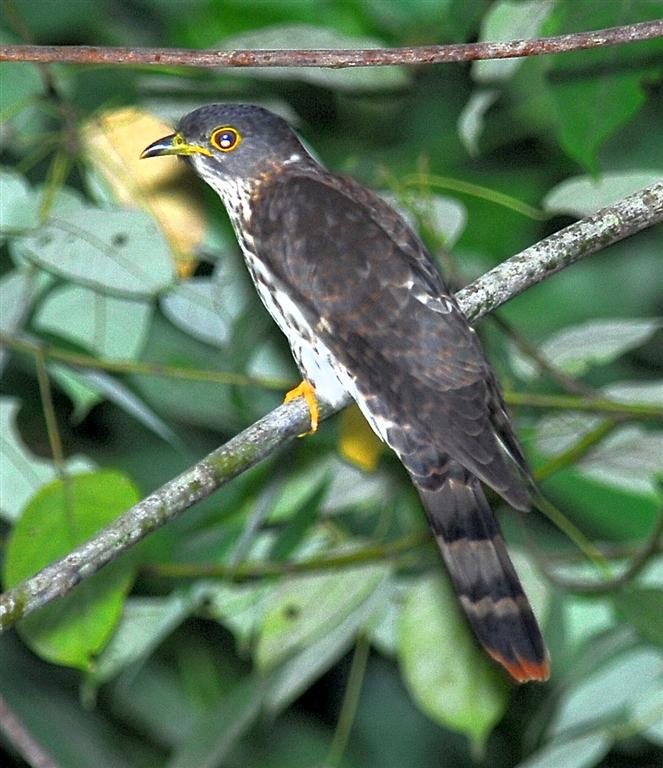
Cuculus fugax
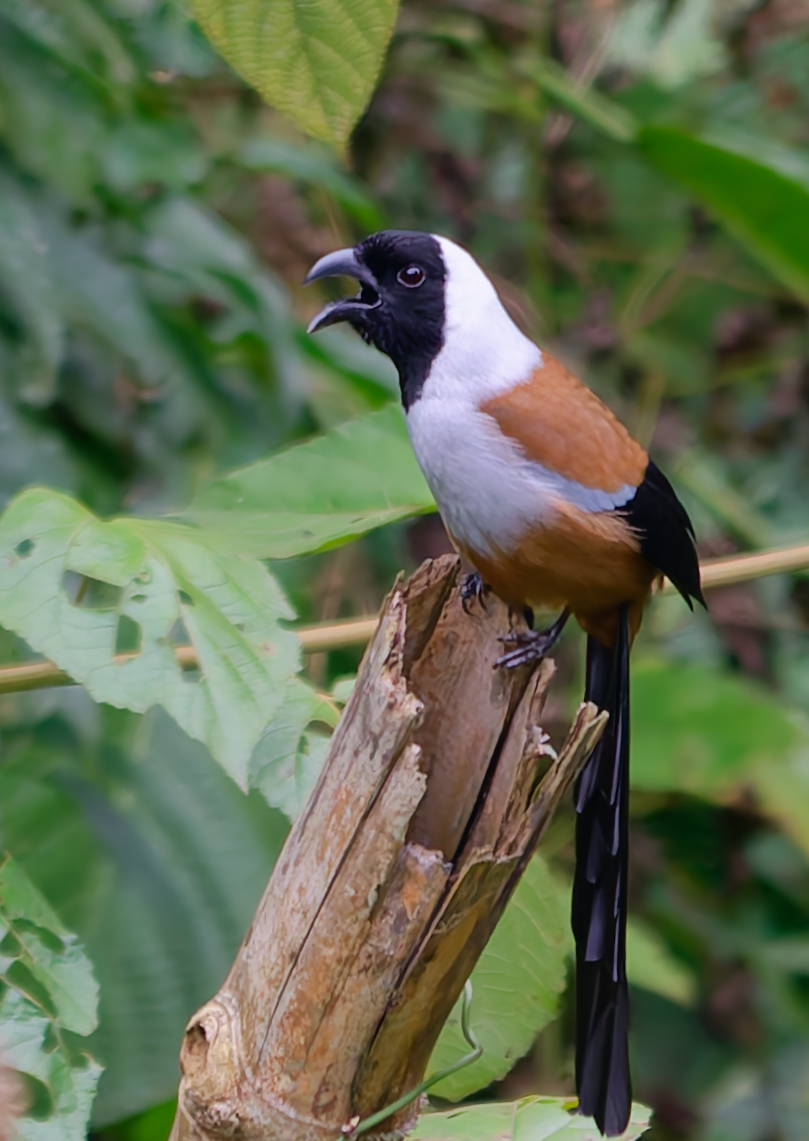
Dendrocitta frontalis
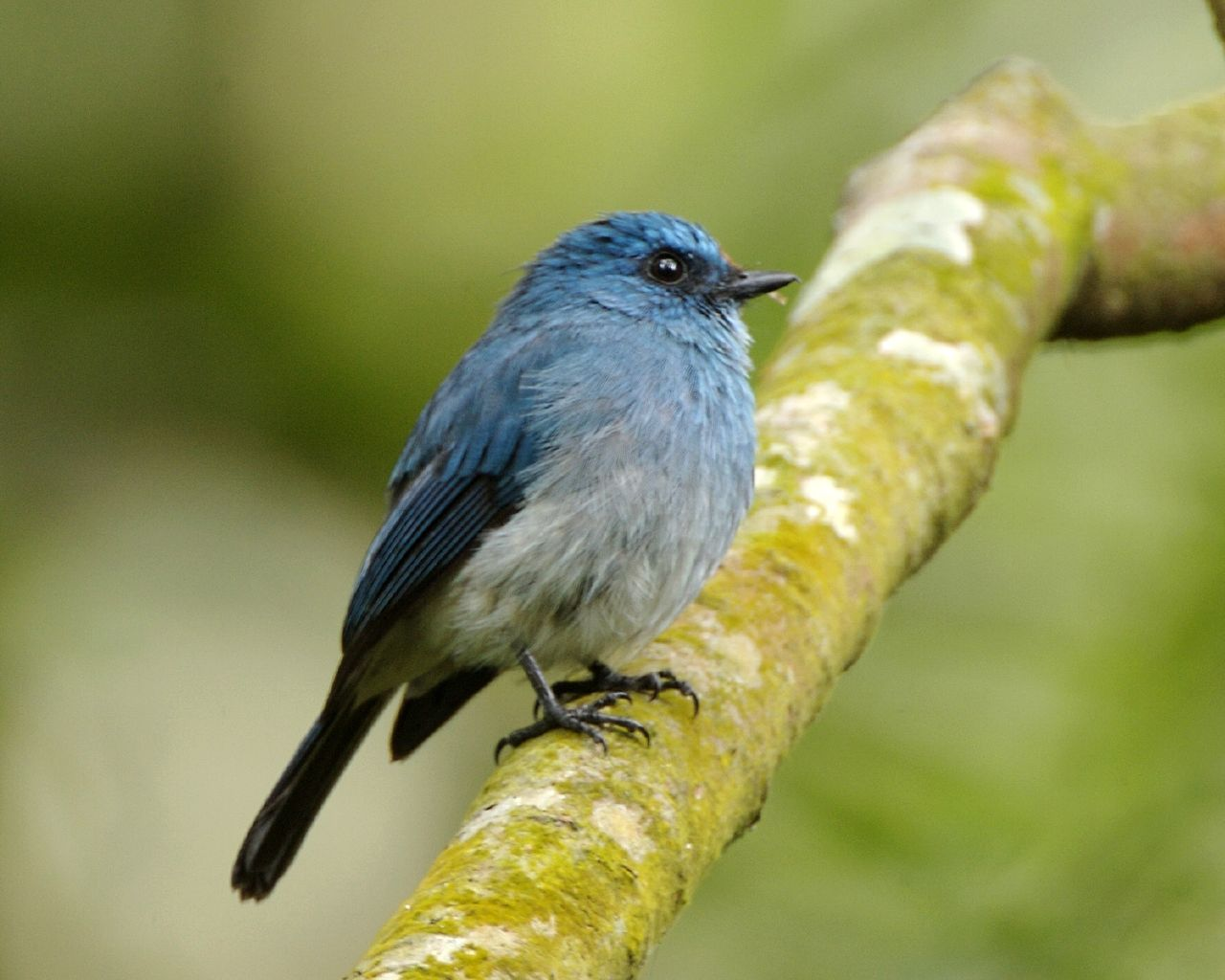
Eumyias indigo
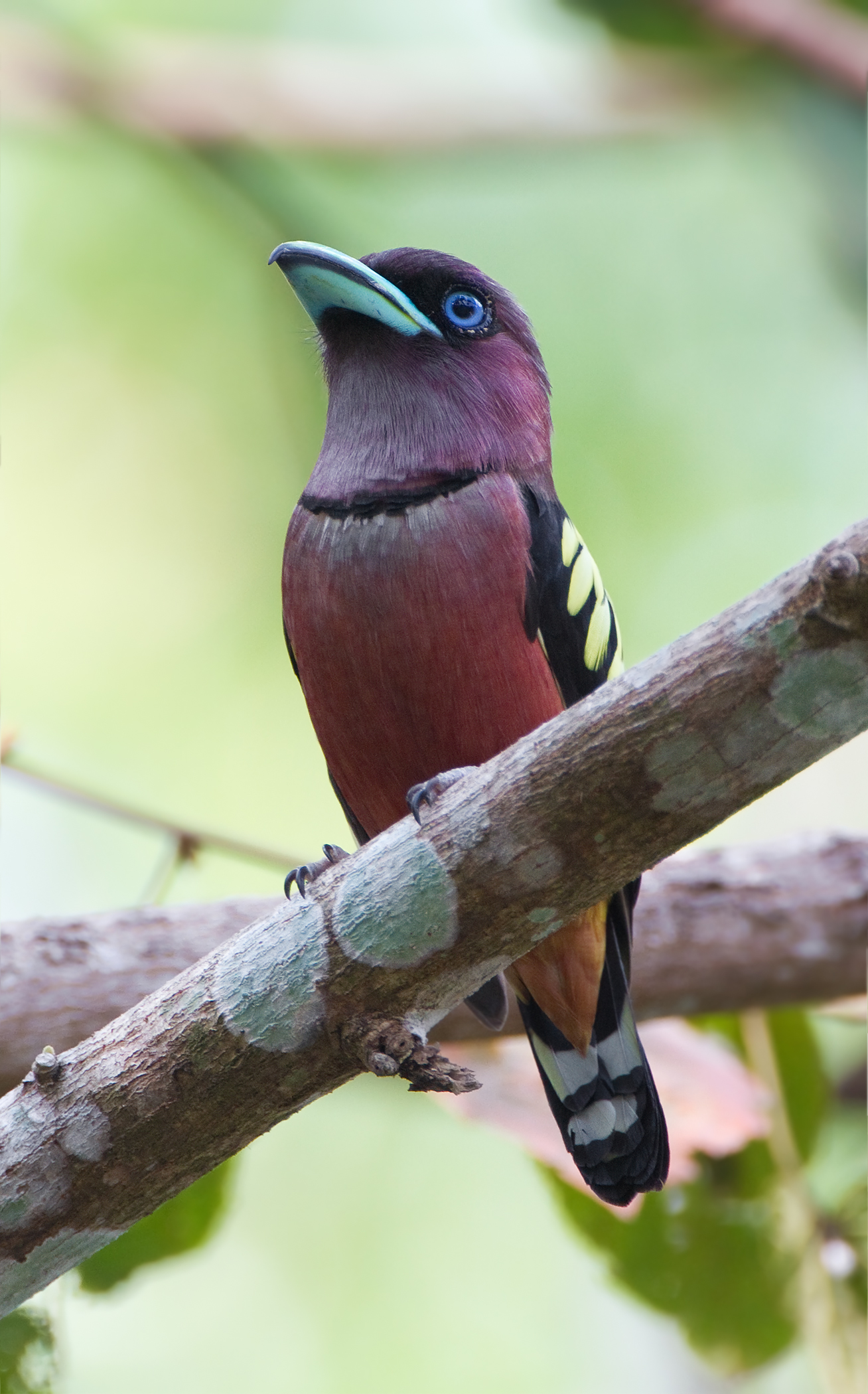
Eurylaimus javanicus